# James Brendan Connolly
James Brandon Connolly (28. studenog 1865. – 20. siječnja 1957.), američki student i atletičar prvi je olimpijski pobjednik Igara modernog doba.
Prva medalja u Ateni, 6. travnja 1896. dodijeljena je za pobjedu u troskoku (13,71 m). Na istim je Igrama Connolly osvojio srebrnu medalju u skoku u vis (1,65 m), te broncu u skoku u dalj (5,84 m).
Na II. Olimpijskim igrama u Parizu svojoj je zbirci dodao i srebro, opet u troskoku (13,97 m). 
Iako su braća Lumiere - August i Louis već u prosincu 1895. u Parizu prikazali svoje "žive slike", filmskih kamera u Ateni na Prvim Olimpijskim igrama - nije bilo. Atenskim fotografima moramo biti zahvalni za sva svjedočanstva o obnovljenim Olimpijskim igrama, njima jedino možemo zahvaliti što (kako-tako) znamo kako je izgledao prvi Olimpijski pobjednik James Brandon Connolly.